# 公園大道站 (蒙特利爾)
公園大道站（英語：Park Avenue station），又名讓塔隆站（英語：Jean-Talon station）是加拿大魁北克省蒙特利爾的一個歷史性鐵路車站建築。其西端設有蒙特利爾地鐵的公園站（英語：Parc station），而大廈其餘則由商業使用。主大廈不再服務鐵路但大都會交通局通勤鐵路公園站即位於旁邊。此站位於讓塔隆街公園大道末端。
車站在1931年由加拿大太平洋鐵路興建。其交通量在1950年代下跌，1984年維亞鐵路將列車改用蒙特利爾中央車站後關閉。蒙特利爾市買下了大廈，西端改造成地鐵站，大廈其餘部分則改為商業使用。

## 蒙特利爾地鐵
公園車站服務蒙特利爾地鐵藍線，由蒙特利爾交通局營運。
地鐵站在1984年市政府購入讓塔隆站後興建，1987年啟用。入口建於大廈的最西端下方，入口設於舊男性吸煙室。此站是一個側式月台車站。

## 外部連結
- （法文）（英文）蒙特利爾交通局：公園站 （页面存档备份，存于）（英文） （页面存档备份，存于）
- （法文）（英文）：公園站 （页面存档备份，存于）（英文） （页面存档备份，存于），含有公園站的資訊、歷史、車站結構與藝術品資料。

1. ↑  .   [2019-02-05]. （原始内容存档于2013-07-08）.